# Новоямурзино
Новоямурзино (баш. Яңы Ямурҙа) — деревня в Балтачевском районе Республики Башкортостан Российской Федерации. Административный центр Верхнеянактаевского сельсовета.

## География

### Географическое положение
Расстояние до:
- районного центра (Старобалтачёво): 10 км,
- ближайшей ж/д станции (Куеда): 79 км.

## Население
| 2002 | 2009 | 2010 |
| ---- | ---- | ---- |
| 346  | ↗373 | ↘297 |

### Национальный состав
Согласно переписи 2002 года, преобладающие национальности — марийцы (54 %), башкиры (39 %).